# Simon Balestrazzi
Simon Balestrazzi (...) è un musicista e compositore italiano noto per i suoi numerosi progetti, fu tra i fondatori della band post-punk / post-industrial degli anni '80 TAC, fece parte dei Kirlian Camera tra il 1991 ed il 1997 e fondò i Dream Weapon Ritual negli anni '10..

## Discografia

### Da solista

#### Album in studio
- 2009 - Floating Signal con Max Eastley, Alessandro Olla e Z'EV
- 2011 - Pest Exterminator
- 2012 - The Sky Is Full Of Kites
- 2012 - La Montaña Sagrada
- 2012 -  Treasure Hunt  con Ikue Mori, Sylvie Courvoisier, Alessandro Olla e Maja S. K. Ratkje
- 2012 - In Memoriam J. G. Ballard con Corrado Altieri e Gianluca Becuzzi
- 2014 - Reverbalizations con Z'EV
- 2014 - Crash Tape #10 con Uncodified
- 2015 - Asymmetric Warfare
- 2015 - Ultrasonic Bathing Apparatus
- 2015 - Untitled con VipCancro
- 2016 - Ghost Systems
- 2016 - Early Recordings (1979-1982)
- 2018 - Redshift
- 2019 - Licheni con Nicola Quiriconi
- 2020 - Cautionary Tales
- 2020 - Disrupted Songs con Paolo Sanna
- 2022 - Atti Innaturali

#### EP
- 2014 - Final Muzik CD-Singles Club 03 con Gianluca Becuzzi
- 2014 - Annulled By Inertia